# Refuge de la Fournache
Le refuge de la Fournache est situé à 2 330 m d'altitude, sur le versant Maurienne du massif de la Vanoise, en limite du parc national, sur la commune d'Aussois. Le refuge possède des couvertures, des matelas et est équipé du gaz et du chauffage. Il est emprunté pour parcourir le GR 5. Du refuge, il est possible de gravir la Dent Parrachée.
Il s'agit d'un ancien chalet d'alpage complètement reconstruit en pierre et en lauze, dominant les barrages de Plan d'amont et Plan d'aval.